# 신제커우역 (베이징)
신제커우역(중국어: 新街口站)은 중국 베이징시 시청구 신제커우 가도 시즈먼 내대가·자오덩위로 교차로 인근에 위치한 베이징 지하철 4호선의 역이다.

## 위치
이 역은 신제커우 서쪽, 시즈먼 내대가(西直门内大街)와 자오덩위로(赵登禹路)의 교차로에 위치하고 있다.

## 역 구조

### 층별 구조
이 역은 지하역으로 섬식 승강장으로 설계되었다.
| 지면층   | 출구                            | A—D출구                                 |
| 지하 1층 | 대합실                          | 고객 센터, 자동발매기, 개집표기         |
| 지하 2층 | ←                               | ■ 4호선 안허차오베이 방면(시즈먼)       |
| 지하 2층 | 섬식 승강장, 왼쪽 출입문이 열림 |                                         |
| 지하 2층 | →                               | ■ 4호선 톈궁위안 방면 (다싱선) (핑안리) |

### 대합실
신제커우역의 대합실은 지하 1층에 위치하고 있으며, 시즈먼 내대가를 따라 동서로 배치되어 있다. 대합실 중앙에는 승강장으로 가는 하나의 엘리베이터도 설치되어 있다.

### 승강장
신제커우역에는 1개의 섬식 승강장이 설치되어 있으며, 시즈먼 내대가 아래에 위치하고 있다. 본 역의 승강장 서단에 회차선 하나가 있다.

### 출구
신제커우역은 4개의 출구가 있다.
|                         |               | |      |             |
| 출구                    | 지시          | 출구 인근 | 사진 | 무장애 시설 |
| 出口 · A                | 시즈먼 내대가 | 시즈먼 내대가(북측), 베이징 결핵통제연구소, 베이징시 시청구 교육연수학원, 시청구 문화센터                                       |      |             |
| 出口 · B                | 시즈먼 내대가 | 시즈먼 내대가(북측), 허우하이, 시청구 청소년어린이도서관, 베이징시 시청구 지방세무서, 신제커우 파출소                           |      |             |
| 出口 · C                | 자오덩위로    | 자오덩위로(남측), 베이징시 시청구 소년궁, 베이징 도시건설 연구본원연구소, 관화 빌딩(冠华大厦), 베이징 제3중학교(北京三中)       |      |             |
| 出口 · D                | 시즈먼 내대가 | 시즈먼 내대가(남측), 베이징방송대학 시청분교, 베이징 시청 경제과학대학, 시청구 위당교(西城区委党校), 베이징시 시청구 문화위원회 |      |             |
| 아이콘 설명: 엘리베이터 |               | |      |             |